# Лаура Ескивел
Лаура Ескивел (на испански: Laura Esquivel) е мексиканска писателка със значим принос за латиноамериканската литература.

## Биография и творчество
Родена е 30 септември 1950 г. в Мексико, в семейството на Хулио Сесар Ескивел, телеграфист, и Хосефа Валдес, като третото от общо четири деца.
В първия си роман „Като гореща вода за шоколад“ (Como agua para chocolate), издаден през 1989 г., Лаура Ескивел използва прийомите на магическия реализъм, за да комбинира ежедневното и свръхестественото, по подобие на Изабел Алиенде. Романът, ситуиран във времето на революцията в Мексико в началото на 20 век, демонстрира значението на дома и кухнята в живота на Ескивел. Ексивел вярва, че кухнята е най-важното място в дома и я характеризира като източник на познание и проникновение, което носи наслада. Заглавието на романа препраща към разговорен израз, използван в испанския език, който е свързан с изключителност на усещанията, а метафората за кипенето е свързана с неща като гняв, страст, сексуалност. Идеята за романа хрумва на Ескивел, докато тя готви по рецептите на майка си и баба си. Един от епизодите в книгата е директно заимстван от личния живот на авторката. Тя има пралеля, наречена Тита, на която било забранено да се жени. Тита никога не правила нищо друго, освен да се грижи за майка си. Скоро след като майка ѝ починала, починала и самата Тита.
Книгата „Като гореща вода за шоколад“ се радва на огромен международен успех. В продължение на три години заема първо място на класацията за бестселъри в Мексико и е преведена на над 30 езика. Българският превод е направен от Илинда Маркова и издаден от издателство „Колибри“ през 2004 година и преиздаден през 2011 г. по повод визитата на Ескивел в България. През 1994 г. романът е екранизиран (под английското си заглавие „Like Water for Chocolate“) по сценарий, написан от самата Ескивел.